# August Zaleski
August Zaleski (nacido el 13 de septiembre de 1883 en Varsovia y fallecido el 7 de abril de 1972 en Londres) fue un político y diplomático polaco, que fue dos veces ministro de Asuntos Exteriores de Polonia y presidente de la República de Polonia en el Gobierno de Polonia en el exilio.

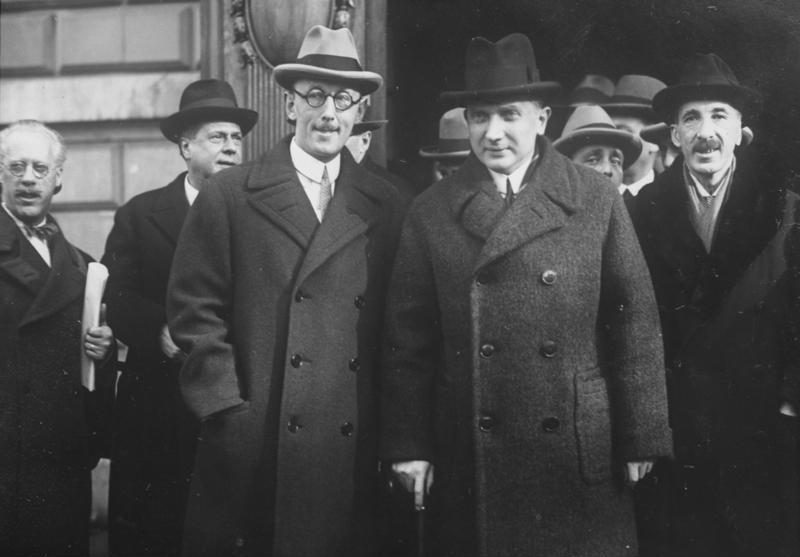
Zaleski en la sede de la Sociedad de Naciones en Ginebra, en 1931.

Zaleski terminó sus estudios en Londres antes de la Primera Guerra Mundial. Trabajó en Varsovia como bibliotecario en el Palacio de Krasiński. En 1917 dio clases sobre lengua y literatura polacas en Londres, donde ingresó en la francmasonería; usó la organización como medio de influenciar en beneficio de Polonia. Durante la Primera Guerra Mundial, una de sus tareas fue convencer a Gran Bretaña de que la actividad del ejército de Piłsudski no iba dirigida contra las fuerzas de la coalición aliada, sino únicamente contra Rusia. Fue diplomático acreditado en Suiza, Grecia (donde fue el primer embajador polaco tras la independencia) e Italia. 
En mayo de 1926 se encontraba de paso en Varsovia, regresado de Roma y camino de Tokio donde iba a ser arrinconado por el Gobierno como partidario de Piłsudski, cuando el golpe de Estado encabezado por este le dio la oportunidad de aceptar la cartera de Asuntos Exteriores. La política exterior, sin embargo, la decidía Piłsudski. Lento, paciente y afable, fue fiel servidor del mariscal. Sólo después, cuando Piłsudski se desentendió del día a día en el ministerio, aumentó la autonomía de Zaleski, aunque todas las decisiones de importancia debían obtener la aprobación de Piłsudski. Tuvo éxito en el foro de la Sociedad de Naciones. 
Cuando el mariscal sospechó de la nueva actitud Francia ante las exigencias revisionistas alemanas en 1932 y decidió cambiar su política exterior, optando por más independencia respecto de las decisiones de París, Zaleski, el hombre de la Sociedad de Naciones, fue sustituido por Józef Beck, que llevó a cabo una política más dura e independiente y más cercana a Alemania.
Fue senador de 1928 a 1935 y luego presidente del Consejo Supremo del Banco Comercial en Varsovia, que trasladó a Francia durante la invasión de Polonia en 1939.
Tras asumir el cargo de presidente en el exilio en abril de 1947, nombró primer ministro al general Tadeusz Bór-Komorowski. Tras completar su mandato de siete años en el cargo, lo extendió indefinidamente. Uno de sus partidarios fue Cat-Mackiewicz, que le remplazó en el puesto de primer ministro cuando el general Władysław Anders se negó a obedecerlo. Tras su muerte en abril de 1972, dejó designado a Stanisław Ostrowski como su sucesor.
| Predecesor: Władysław Raczkiewicz | Presidente de Polonia 1947 a 1972 | Sucesor: Stanisław Ostrowski |